# Parque nacional de San Joaquín
El Parque Nacional de São Joaquim es una unidad de conservación brasileña situada en la región Sur, en el estado de Santa Catarina cerca de la ciudad de São Joaquim.
El parque fue creado el 6 de julio de 1961 y cubre una superficie total de 49.300 ha.
Agrupa las zonas montañosas que forman parte de la Sierra Geral, que se encuentra entre las zonas más frías del país.
Se extiende sobre los territorios de los municipios de Urubici, Bom Jardim da Serra, Grão Pará y Orleans.
No cuanta co zonas de paseo u otras actividades
- Datos: Q946244
- Multimedia: São Joaquim National Park / Q946244